# Matej Dodig
Matej Dodig (Osijek, Croacia; 19 de julio de 2005) es un tenista croata.
Su más alto ranking en individuales es el 263.°, logrado el 27 de enero de 2025; en tanto en dobles, su más alta clasificación es el puesto 582.°, logrado el 19 de agosto de 2024.

## Carrera

### 2023: Debut profesional y primer título
En marzo de 2023, una semana después de su debut como profesional, Dodig ganó su primer título, al conquistar el M15 de Roviño, en su país natal, instancia en la que no perdió ningún set. Ese mismo año alzó dos trofeos más en la categoría ITF.

### 2024: Debut en el Circuito ATP y primera victoria; top 300
Dodig hizo su debut en el ATP Tour tras recibir una wildcard para el cuadro principal del Torneo de Umag, en julio, siendo local en su país. En este torneo registró su primera victoria a nivel ATP frente al francés Enzo Couacaud en primera ronda, por parciales 3-6, 6-3 y 6-2.

## Copa Davis
De momento lleva 2 nominaciones al Equipo de Copa Davis de Croacia, habiendo jugado 2 partidos, con 1 victorias (1 en individuales y 0 en dobles) y 1 derrotas (1 en individuales y 1 en dobles).
- Debut: septiembre de 2024 ante Lituania; victoria ante Vilius Gaubas por 6-3, 6-4.

## Títulos ITF (6; 5+1)

##### Individuales (5)
| N.° | Fecha           | Torneo           | Superficie    | Oponente en la final | Resultado     |
| --- | --------------- | ---------------- | ------------- | -------------------- | ------------- |
| 1.  | marzo de 2023   | M15 Roviño       | Tierra batida | Federico Arnaboldi   | 6-0, 6-2      |
| 2.  | agosto de 2023  | M15 Novi Sad     | Tierra batida | Stefan Popović       | 4-6, 6-2, 6-3 |
| 3.  | agosto de 2023  | M15 Kottingbrunn | Tierra batida | Marat Sharipov       | 6-4, 7-5      |
| 4.  | febrero de 2024 | M15 Monastir     | Dura          | Federico Cinà        | 3-6, 6-3, 6-0 |
| 5.  | marzo de 2024   | M15 Roviño       | Tierra batida | Jay Clarke           | 7-67-4, 6-4   |

##### Dobles (1)
| N.° | Fecha          | Torneo     | Superficie    | Pareja      | Oponentes en la final         | Resultado |
| --- | -------------- | ---------- | ------------- | ----------- | ----------------------------- | --------- |
| 1.  | agosto de 2023 | M25 Osijek | Tierra batida | Luka Mikrut | Marino Jakić Stefan Milićević | 6-1, 6-2  |